# Villaines-les-Prévôtes
Villaines-les-Prévôtes é uma comuna francesa na região administrativa da Borgonha-Franco-Condado, no departamento de Côte-d'Or. Estende-se por uma área de 10,42 km². Em 2010 a comuna tinha 145 habitantes (densidade: 13,9 hab./km²).